# 百太夫
百太夫（日语：ももだゆう或ひゃくだゆう）乃是日本民間信仰裡的神祇。

## 概要
百太夫的源由不明，自古以來即為操偶師、娼妓信仰的對象。百太夫祠並不單獨建立，反而在各地神社的末社（特別是西日本地區）被供奉。百太夫普遍被視為男神，神像多以木頭雕刻，一般相信能為孩童消災解厄，或者去除天花，同時也是道祖神之一。平安時代大江匡房曾在其著作《傀儡子記》提到操偶師崇拜「百神」，《遊女記》提及娼妓祭拜百太夫；同樣地，平安時代末期歌謠集《梁塵秘抄》也曾提到此點。
北野天滿宮第一個末社祭祀的白太夫（（日語）しらだゆう），讀音近似百太夫，故一般人將之視為同一神。不過也有人認為白太夫乃是菅原道真的隨從、負責豐受大神宮主祀工作的渡會春彥。

## 信仰
在日本主祀百太夫的通常是神社的末社，比較出名的主要有下列：
- 西宮神社（兵庫縣西宮市社家町）
- 北野天滿宮（京都府京都市上京區）

## 內部連結
- 道祖神

## 外部連結
- （日語）西宮神社の百太夫神社祭 （页面存档备份，存于）